# Вильду
Вильду́ (фр. Villedoux) — коммуна во Франции, находится в регионе Пуату — Шаранта. Департамент коммуны — Шаранта Приморская. Входит в состав кантона Маран. Округ коммуны — Ла-Рошель.
Код INSEE коммуны — 17472.

## Население
Население коммуны на 2010 год составляло 1425 человек.
| 1962 | 1968 | 1975 | 1982 | 1990 | 1999 | 2010 |
| ---- | ---- | ---- | ---- | ---- | ---- | ---- |
| 378  | 384  | 767  | 715  | 958  | 935  | 1425 |